# Mustasaari (ö i Finland, Mellersta Finland, Saarijärvi-Viitasaari, lat 62,93, long 25,12)
Mustasaari är en ö i Finland. Den ligger i sjön Enonjärvi och i kommunen Karstula i den ekonomiska regionen  Saarijärvi-Viitasaari och landskapet Mellersta Finland, i den centrala delen av landet, 300 km norr om huvudstaden Helsingfors. Öns area är 3,7 hektar och dess största längd är 280 meter i nord-sydlig riktning.